# Guy Roland Ndy Assembe
Guy Roland Ndy Assembe, né le 28 février 1986 à Yaoundé, est un footballeur international camerounais évoluant au poste de gardien de but.

## Biographie

### Formation
Après un début de carrière à l'ASPTT Nantes, il est repéré par le FC Nantes en 2001 alors qu'il est en sport-études au collège-lycée de la Colinière. Il intègre le club nantais en 2001 comme gardien de but, poste auquel il jouait depuis seulement quelques mois.

### Carrière Professionnelle

#### FC Nantes
Après quelques apparitions comme gardien remplaçant en Ligue 1, lors de la saison 2006-2007, il signe un contrat professionnel d'une durée de trois ans le 3 juillet 2007. Il est en concurrence avec un autre jeune gardien formé au club, Vincent Briant, pour être la doublure de Tony Heurtebis en Ligue 2 lors de la saison 2007-2008.
Le 25 février 2008, le FC Nantes se déplace à Sedan pour le compte du championnat de Ligue 2. En raison des blessures de Tony Heurtebis et Vincent Briant, il connait sa première titularisation. Pour son premier match et malgré un but encaissé, il réussit parfaitement ses débuts. Tony Heurtebis toujours blessé, il est préféré à Vincent Briant pour la rencontre suivante face à Libourne Saint-Seurin. Le 29 février, il fait donc ses grands débuts au Stade de la Beaujoire pour son deuxième match consécutif.
Le 14 février 2009, il joue pour la première fois en Ligue 1, face au Valenciennes FC, en remplaçant Jérôme Alonzo à neuf minutes du terme du match avant de connaître sa première titularisation dans l'élite française, à la suite des indisponibilités de Jérôme Alonzo et de Tony Heurtebis.

##### Prêt à Valenciennes FC
En août 2009, il est prêté avec option d'achat au Valenciennes FC après la descente en Ligue 2 du FC Nantes. Au départ, il arrive en tant que troisième gardien derrière Nicolas Penneteau, incontestable numéro 1, et Jean-Louis Leca. Mais après la grave blessure de ce premier et des mauvaises performances du second, Ndy Assembé devient le titulaire et réussit dans le Nord un excellent début de saison, le dernier rempart du VAFC sauve son club à plusieurs reprises face à Bordeaux et Toulouse, ce qui lui permet d'être appelé pour la première fois avec la sélection camerounaise pour la CAN 2010. À son retour et malgré de superbes prestations, le retour de blessure de Nicolas Penneteau lui fait perdre sa place de titulaire. À la fin de la saison, l'option d'achat n'est pas levée.

##### Retour au FC Nantes
De retour au FC Nantes, il effectue une saison 2010-2011 pleine en tant que titulaire alors que le club est toujours en Ligue 2. En 2011, il reçoit le trophée du meilleur joueur de Ligue 2 des Pays de la Loire.

#### AS Nancy-Lorraine
Le 16 juillet 2011, Guy Roland Ndy Assembe s'engage pour trois saisons avec l'AS Nancy Lorraine pour succéder à Gennaro Bracigliano, parti à Marseille. La baisse de forme de Damien Grégorini après le début de saison le propulse rapidement titulaire. Gardien irrégulier et peu rassurant pour sa défense, il est cependant capable par moments de parades de grande classe. Bon sur sa ligne, son jeu au pied et aérien sont également des faiblesses qui lui font perdre sa place de titulaire au cours de la saison 2012-2013. Le 15 juillet 2013, il est prêté avec option d'achat pour une saison à Guingamp.

##### Prêt à l'En Avant de Guingamp
Doublure de Mamadou Samassa en début de saison, il profite de la blessure de ce dernier pour devenir titulaire lors de la sixième journée de championnat. Le bon comportement de l'équipe lors de la première moitié du championnat pousse son entraîneur, Jocelyn Gourvennec, à lui maintenir sa confiance malgré le retour de blessure de Samassa. Cependant, grâce à de belles prestations en Coupe de France, ce dernier retrouve sa place de titulaire dès le mois de février, reléguant Ndy Assembe sur le banc des remplaçants jusqu'à la fin de la saison.cette année il gagne la coupe de France.

##### Retour à l'ASNL
Il retrouve alors la Lorraine pour la saison 2014-2015 où il occupe le poste de doublure de Paul Nardi. À la suite du départ de celui-ci vers l'AS Monaco, il hérite de la place de n°1 pour la saison suivante. Lors de la saison 2015-2016, il ne manque que la 23e et la 24e journée de championnat, suppléé par Brice Samba. Au terme de celle-ci, il est sacré champion de Ligue 2. En Ligue 1, alors que l'ASNL lutte pour son maintien, il doit faire face à la concurrence de Sergey Chernik qui le relègue sur le banc en février et mars. 
Alors que le club commence la saison 2017-2018 en Ligue 2, il est victime d'une rupture du tendon d'Achille le 4 juillet. La concurrence avec le gardien biélorusse Chernik reprend lors de la saison 2018-2019, ce dernier débutant titulaire à 18 reprises et Ndy Assembe à 20 reprises.

## Statistiques
| Saison                | Club                   | Championnat           | Championnat | Championnat | Coupe nationale | Coupe nationale | Coupe de la Ligue | Coupe de la Ligue | Cameroun | Cameroun | Total | Total |
| Saison                | Club                   | Division              | M.          | B.          | M.              | B.              | M.                | B.                | M.       | B.       | M.    | B.    |
| 2007-2008             | FC Nantes              | Ligue 2               | 3           | 0           | -               | -               | -                 | -                 | -        | -        | 3     | 0     |
| 2008-2009             | FC Nantes              | Ligue 1               | 6           | 0           | -               | -               | -                 | -                 | -        | -        | 6     | 0     |
| 2009-2010             | Valenciennes FC (prêt) | Ligue 1               | 17          | 0           | -               | -               | -                 | -                 | 1        | 0        | 18    | 0     |
| 2010-2011             | FC Nantes              | Ligue 2               | 35          | 0           | 5               | 0               | -                 | -                 | 5        | 0        | 45    | 0     |
| 2011-2012             | AS Nancy-Lorraine      | Ligue 1               | 31          | 0           | -               | -               | -                 | -                 | 3        | 0        | 34    | 0     |
| 2012-2013             | AS Nancy-Lorraine      | Ligue 1               | 15          | 0           | 3               | 0               | -                 | -                 | 1        | 0        | 19    | 0     |
| 2013-2014             | EA Guingamp (prêt)     | Ligue 1               | 19          | 0           | -               | -               | 1                 | 0                 | 2        | 0        | 22    | 0     |
| 2014-2015             | AS Nancy-Lorraine      | Ligue 2               | 8           | 0           | 2               | 0               | 2                 | 0                 | 2        | 0        | 14    | 0     |
| 2015-2016             | AS Nancy-Lorraine      | Ligue 2               | 36          | 0           | -               | -               | -                 | -                 | 2        | 0        | 38    | 0     |
| 2016-2017             | AS Nancy-Lorraine      | Ligue 1               | 23          | 0           | 1               | 0               | 1                 | 0                 | -        | -        | 25    | 0     |
| 2017-2018             | AS Nancy-Lorraine      | Ligue 2               | -           | -           | -               | -               | -                 | -                 | -        | -        | 0     | 0     |
| Total sur la carrière | Total sur la carrière  | Total sur la carrière | 193         | 0           | 11              | 0               | 4                 | 0                 | 16       | 0        | 224   | 0     |

## Sélection nationale
Guy Roland Ndy Assembe est appelé pour la première fois avec les Lions Indomptables par Paul Le Guen à l'occasion de la Coupe d'Afrique des Nations 2010, comme remplaçant d'Idriss Kameni et Souleymanou Hamidou. Malgré la perte du poste de titulaire à Valenciennes, il est tout de même retenu pour la Coupe du monde 2010, comme troisième gardien également. Sa première sélection intervient le 29 mai 2010, à l'occasion du match amical de préparation au Mondial, Cameroun - Géorgie, à Linz en Autriche, qui s'achève sur le score de 0-0. Au sortir d'une Coupe du monde 2010 manquée (élimination en poule), le Cameroun congédie Paul Le Guen et nomme Jacques Songo'o au poste de sélectionneur intérimaire. Idriss Kameni et Souleymanou Hamidou écartés pour le premier match amical post-Mondial, le 11 août 2010, en Pologne, c'est Guy Roland Ndy Assembe qui est titularisé. Les Lions Indomptables s'imposent 3-0.